# Oceanisch kampioenschap voetbal vrouwen 2003
Het OFC Vrouwenkampioenschap 2003 was de zevende editie van het OFC Vrouwenkampioenschap. Net als de drie voor gaande edities gold het voetbaltoernooi tevens als het OFC-kwalificatietoernooi voor het WK voor vrouwen. Het werd van 5 tot en met 13 mei 2003 gehouden en vond plaats in Canberra, Australië. Het Australisch voetbalelftal won voor de derde opeenvolgende keer en -voorlopig- voor het laatst, in 2005 sloot Australië zich aan bij de  Aziatische voetbalbond (AFC).
Oorspronkelijk zouden er van 19 tot en met 29 november 2002 tien OFC-leden aan deelnemen. Nadat eerst Amerikaans-Samoa, Tahiti en Tonga zich terugtrokken voor deelname, werd het toernooi uitgesteld naar maart 2003. Toen in een later stadium Fiji en Vanuatu zich eveneens terug trokken werd het toernooi naar april verplaatst. De vijf resterende landen speelden daarop in één groep elk één keer tegen elkaar en de groepswinnaar was OFC-kampioen en plaatste zich voor het WK.

## Teams
- Australië
- Cookeilanden
- Nieuw-Zeeland
- Papoea-Nieuw-Guinea
- Samoa

## Wedstrijdresultaten
5 april 2003
| Cookeilanden | 1-5  | Papoea-Nieuw-Guinea |  |
| Australië    | 19-0 | Samoa               |  |

7 april 2003
| Australië | 11-0 | Cookeilanden  |  |
| Samoa     | 0-15 | Nieuw-Zeeland |  |

9 april 2003
| Cookeilanden | 0-9  | Nieuw-Zeeland       |  |
| Australië    | 13-0 | Papoea-Nieuw-Guinea |  |

11 april 2003
| Papoea-Nieuw-Guinea | 0-5 | Nieuw-Zeeland |  |
| Cookeilanden        | 0-1 | Samoa         |  |

13 april 2003
| Papoea-Nieuw-Guinea | 5-2 | Samoa         |  |
| Australië           | 2-0 | Nieuw-Zeeland |  |

## Scoretabel
| Land                | Wed | Win | Gel | Ver | DV | DT | +/- | Pnt |
| ------------------- | --- | --- | --- | --- | -- | -- | --- | --- |
| Australië           | 4   | 4   | 0   | 0   | 45 | 0  | 45  | 12  |
| Nieuw-Zeeland       | 4   | 3   | 0   | 1   | 29 | 2  | 27  | 9   |
| Papoea-Nieuw-Guinea | 4   | 2   | 0   | 2   | 10 | 21 | -11 | 6   |
| Samoa               | 4   | 1   | 0   | 3   | 3  | 39 | -36 | 3   |
| Cookeilanden        | 4   | 0   | 0   | 4   | 1  | 26 | -25 | 0   |

| Kampioen: Australië (3e titel) |

## Topscorers
- 10: Maia Jackman (Nieuw-Zeeland)
- 8: April Mann (Australië)
- 7: Nicola Smith (Nieuw-Zeeland)
- 6: Kelly Golebiowski (Australië), Joanne Peters (Australië)
- 5: Simone Ferrara (Nieuw-Zeeland)
- 4: Heather Garriock (Australië), Danielle Small (Australië)